# روثاري ملك اللومبارد
روثاري (أو روثير) (حوالي 606 - 652)، من عائلة آرودوس، كان ملك اللومبارد من 636 إلى 652؛ شغل سابقًا منصب دوق بريشيا. ورث العرش من أريوالد الذي كان أريوسيًا مثله، كان روثاري واحدًا من أكثر ملوك اللومبارد نشاطًا. يروي فريدغار أنه في بداية حكمه أعدم العديد من النبلاء المتمردين، وفرض الانضباط الصارم داخل مملكته من أجل المحافظة على السلام.